# Security Information and Event Management
Security Information and Event Management (SIEM) kombiniert die zwei Konzepte Security Information Management (SIM) und Security Event Management (SEM) für die zeitnahe Analyse von Sicherheitsalarmen aus Anwendungen und Netzwerkkomponenten. SIEM dient damit der Computersicherheit einer Organisation und ist ein Softwareprodukt, das zentral installiert oder als Cloudservice genutzt werden kann.
Der Begriff security information and event management (SIEM), 2005 geprägt durch Mark Nicolett und Amrit Williams von Gartner, umfasst:
- die Fähigkeit von Produkten, die Daten von Netzwerk- und Sicherheitskomponenten zu sammeln, zu analysieren und zu präsentieren
- den Umgang mit Sicherheitslücken
- Logdateien und Datenströme von Betriebssystemen, Anwendungen, Datenbanken und Netzwerkgeräten analysieren.[3]
- externe Gefahren
- Echtzeit-Warnungen
- Individuelle Informationen aus Datenströmen zu extrahieren, zu korrelieren und zu bewerten.[3]

Einige SIEM-Anbieter sind: Arcsight, Empow, Exabeam, IBM, LogPoint, Logrhythm, QRadar, Wazuh,  Splunk und Elastic Inc.
Ein SIEM gilt als besonders komplex und bedarf einer besonderen Vorgehensweise, damit ein SIEM Projekt nicht scheitert.